# SPAL
Società Polisportiva Ars et Labor – włoski klub piłkarski, mający siedzibę w mieście Ferrara, leżącym w Emilii-Romanii.

## Historia
Klub został założony w 1907 roku jako Società Polisportiva Ars et Labor (S.P.A.L.). W latach 1951–1968 przez 16 sezonów na 17 możliwych występował w rozgrywkach Serie A. Największe sukcesy w tym okresie to zajęcie 7. miejsca w 1960 roku oraz 8. miejsca w 1963 roku. Natomiast w 1962 roku SPAL awansował do finału Pucharu Włoch, jednak przegrał z drugoligowym SSC Napoli (był to pierwszy przypadek we Włoszech, gdy puchar zdobyła drużyna nie grająca w Serie A). Sezon 1967/1968 był też ostatnim dla zespołu z Ferrary w Serie A. Wtedy też spadł do Serie B i przez kolejne lata występował na trzech niższych szczeblach ligowych. Ostatni sezon w Serie B SPAL zaliczył w latach 1992–1993. W 2005 roku ogłoszono bankructwo i niedługo potem reaktywowano zespół. 13 maja 2017 roku po 49 latach drużyna z Ferrary awansowała do Serie A po zaledwie roku gry na zapleczu włoskiej ekstraklasy. Spal zajęło ostatnie miejsce w sezonie 2019/2020 i spadło do Serie B.

## Reprezentanci kraju grający w klubie
- Carl Valeri
- Niels Bennike
- Dion Ørnvold
- Erwin Waldner
- Dionisio Arce
- Andy Selva
- David Sesa
- Gastone Bean
- Ottavio Bianchi
- Dario Bonetti
- Ottavio Bugatti
- Fabio Capello
- Sergio Cervato
- Beniamino Di Giacomo
- Matteo Ferrari
- Alberto Fontanesi
- Adolfo Gori
- Saul Malatrasi
- Carlo Mattrel
- Fulvio Nesti
- Alberto Orlando
- Egisto Pandolfini
- Armando Picchi
- Battista Rota
- Franco Zaglio
- Bartosz Salamon
- Thiago Rangel Cionek
- Arkadiusz Reca
- Patryk Peda

## Obecny skład
Stan na 31 stycznia 2023
| Nr | Poz. | Piłkarz                                         |
| -- | ---- | ----------------------------------------------- |
| 1  | BR   | Enrico Alfonso                                  |
| 2  | OB   | Alessandro Fiordaliso                           |
| 3  | OB   | Alessandro Tripaldelli                          |
| 4  | OB   | Christian Dalle Mura (wypożyczony z Fiorentiny) |
| 6  | OB   | Biagio Meccariello                              |
| 9  | NA   | Gabriele Moncini (wypożyczony z Benevento)      |
| 10 | PO   | Niccolò Zanellato                               |
| 11 | PO   | Giannis Fetfatzidis                             |
| 12 | BR   | Lorenzo Abati                                   |
| 13 | OB   | Marco Varnier (wypożyczony z Atalanty)          |
| 14 | PO   | Franco Zuculini                                 |
| 15 | OB   | Filippo Saiani                                  |
| 16 | PO   | Luca Valzania (wypożyczony z Cremonese)         |
| 17 | BR   | Alberto Pomini                                  |
| 18 | OB   | Matteo Arena                                    |
| 19 | NA   | Andrea La Mantia (wypożyczony z Empoli)         |

| Nr | Poz. | Piłkarz                               |
| -- | ---- | ------------------------------------- |
| 20 | PO   | Matteo Prati                          |
| 21 | OB   | Raffaele Celia                        |
| 23 | PO   | Alessandro Murgia                     |
| 24 | OB   | Lorenzo Dickmann (kapitan)            |
| 27 | OB   | Patryk Peda                           |
| 28 | PO   | Filippo Puletto                       |
| 29 | OB   | Alberto Almici                        |
| 32 | NA   | Nicola Rauti (wypożyczony z Torino)   |
| 34 | PO   | Ayoub Abou                            |
| 37 | PO   | Fabio Maistro                         |
| 40 | PO   | Georgi Tunjov                         |
| 44 | PO   | Radja Nainggolan                      |
| 99 | NA   | Simone Rabbi                          |
|    | BR   | Gabriel Brazão (wypożyczony z Interu) |
|    | OB   | Daniel Dumbravanu                     |